# ألكسندرا أليكس سكوت
ألكسندرا أليكس سكوت (بالإنجليزية: Alexandra Flynn Scott)‏ هي سيدة أعمال أمريكية، ولدت في 18 يناير 1996، وتوفيت في 1 أغسطس 2004.